# Фудбалска утакмица Аргентина – Енглеска (1986)
Фудбалска утакмица између репрезентација Аргентине и Енглеске, у оквиру четвртфинала Светског првенства 1986. године, одиграла се 22. јуна у Мексико Ситију на стадиону Астека. Меч се одиграо четири године након Фокландског рата између Велике Британије и Аргентине и играо је важну улогу не само у односима две земље, већ и у фудбалском ривалству. У овом мечу, који је постао један од најпознатијих у историји Светских првенстава, Аргентина је победила резултатом 2:1.
Дијего Армандо Марадона је на овом сусрету постигао оба гола за Аргентинце. У 51. минуту постигао је гол руком који је касније постао познат као „Божја рука“. Након четири минута Марадона је постигао и други гол, који је назван „Гол века“, када је предриблао пет енглеских играча (Питера Бирдслија, Питера Рида, Терија Бучера, Терија Фенвика и голмана Питера Шилтона). Једини гол за Енглезе постигао је Гари Линекер пред крај меча. Аргентина је касније освојила Светско првенство и тако по други пут постала шампион света, победивши Западну Немачку у финалу. Марадона је проглашен за најбољег играча турнира (Златна лопта), а Гари Линекер, који је постигао гол у мечу против Аргентине, био је најбољи стрелац првенства (Златна копачка).

## Ривалство Аргентине и Енглеске
Велико ривалство Аргентине и Енглеске датира још од Светског првенства 1966. које се одржало на Острву. И тада су две репрезентације играле у четвртфиналу. Домаћин је победио голом Џефа Харста са 1:0, Аргентинци су касније тврдили из офсајда. На том мечу Гаучосима је искључен капитен Антонио Ратин, немачки судија Рудолф Креитлајн је у извештају навео да је показао црвени картон јер га је овај „попреко погледао“ и говорио „неке ружне речи“. Касније се испоставило да арбитар није знао ни реч шпанског. Јужноамерички медији тај дуел су назвали el robo del siglo („крађа века“), док је сер Алф Ремзи аргентинске фудбалере частио повицима „животиње“ и својим играчима забранио да на крају сусрета замене дресове с ривалима. Највећи хаос заправо је настао јер Ратин није желео да изађе са терена док не дође преводилац, да потврди његове наводне ружне речи. На крају га је извела полиција, а он револтиран сео на краљичин црвени тепих поред терена.
Још веће тензије између две земље и озбиљније последице је имао Фолкландски рат, који је вођен током 1982. између Аргентине и Уједињеног Краљевства за превласт око Фолкландских Острва (Аргентинци их називају Малвинска Острва). Војни бродови и авиони Уједињеног Краљевства су демолирали и до ногу потукли армију генерала Галитијерија, а то је веома разљутило Аргентинце. Сваки следећи сусрет између Аргентине и Енглеске у било ком спорту, а поготово у фудбалу, сматрао се веома важним и подразумевао огромну сатисфакцију за победника меча. У таквој атмосфери се дочекао меч који је одигран између Аргентине и Енглеске 1986. године.

## Светско првенство 1986.
Светско првенство требало је да се одржи у Колумбији, али је због финансијских проблема држава уступила то право Мексику. Енглеска и Аргентина освојиле су своје квалификационе групе и без проблема се пласирале на завршницу Светског првенства. У групној фази Аргентина је напредовала у следећу фазу са две победе и једним нерешеним резултатом, док се Енглеска пласирала у осмину финала пре свега захваљујући победи над Пољском од 3:0. Аргентина је у осмини финала победила Уругвај, а Енглеска је добила Парагвај. Енглеска је достигла врхунац форме током турнира, а Аргентина је заблистала пре свега захваљујући Марадони, чињеница је да ниједан од ових тимова није сматран фаворитом турнира пре његовог почетка.

## Дресови Аргентине
Аргентина је победила Уругвај резултатом 1:0 у осмини финала, носећи плаве памучне дресове за које је тренер Карлос Билардо веровао да су неудобни и непријатни на врелој врућини у Мексико Ситију. Билардо је затражио од аргентинског економа да набави светлије плаве дресове за четвртфинале, што је био готово немогућ захтев с обзиром на кратак рок. Само три дана пре меча, послао је Рубена Мосчелу, члана свог тренерског тима, да погледа у продавницама главног града Мексика како би пронашао одговарајући комплет. Вратио се са два различита комплета плавих дресова. Тада се појавио Дијего Марадона и изабрао гарнитуру дресова за меч. Мосчела се вратио у радњу и купио 38 дресова за аргентинске играче које ће носити против Енглеске. Интересантно да је дизајнер обликовао импровизовани грб Аргентинске фудбалске асоцијације (АФА), које су потом пришивене на сваки дрес насупрот логотипа Ле Кок Спортифа, који је у то време био спонзор аргентинском тиму. На леђима су штампани бројеви у сребрној боји.

## Утакмица
Пре почетка утакмице, на улицама Мексико Ситија дошло је до масовне туче између навијача Енглеске и Аргентине, која се са улица преселила на стадион. Неколико енглеских навијача је хоспитализовано, а њихове заставе отела је аргентинска навијачка група. Касније су ове заставе предате навијачима клуба Боке јуниорс, које су окачили на мечевима аргентинског првенства.
На почетку су оба тима кренула нападачки. Аргентина је преузела иницијативу, али је енглески голман Петер Шилтон остао несавладан. Већину шанси за аргентински тим створио је Марадона. У 13. минуту Енглези су имали прилику за гол; Питер Бирдсли је покушао да искористи грешку голмана Нерија Пумпида, али није успео да постигне гол. Тимови су на полувреме отишли резултатом 0:0, пошто Аргентина није искористила своју иницијативу и предност поседа лопте.
У другом полувремену је Аргентина кренула одлучније у напад, а нарочито су била упечатљива два гола Дијега Арманда Марадоне.
У 51. минуту Марадона је са левог бока направио дијагонални пас према Хорхеу Валдану и наставио да се креће у нади да ће одиграти дупли пас са Валданом. Лопта је погодила везног играч Стева Хоџа, који је неуспешно покушао да избаци лопту што даље од свог гола и уместо тога је случајно убацио у свој казнени простор, баш када је Марадона кретао ка голу. Енглески голман Петер Шилтон, висок 185 цм, истрчао је са гола, надајући се да ће боксовати лопту. Марадона, висок 165 цм, појавио се раније, ударајући лопту левом песницом и шаљући је у гол. Туниски судија Али Бин Насер је признао гол, а да није приметио игру руком. Касније је Марадона рекао да играчи његове репрезентације нису одмах трчали с њим да прославе гол, све док им није рекао да то мора да се уради, или у супротном га судија неће рачунати.
После утакмице, Марадона је у шали изјавио да је гол постигнут „делом главом Марадоне, а делом божјом руком“ (шп. un poco con la cabeza de Maradona y otro poco con la mano de Dios), након тога је овај гол назван „божја рука“. Гол је додатно подгрејао атмосферу на утакмици, а Енглези су безуспешно протествовали код главног судије.
У 55. минуту, Марадона је постигао свој други гол, који је проглашен за најбољи гол у историји фудбала (назван Гол века). Марадона је лопту примио од Ектора Енрикеа десетак метара унутар своје половине терена. Претрчао је готово 60 метара за десет секунди, нанизао четворицу противничких играча Питера Бардслија, Питера Рида, Терија Бучера (два пута) и Терија Фенвика, потом је предриблао и голмана Питера Шилтона и послао лопту у небрањену мрежу.
Марадона је овај гол касније прокоментарисао и како  је у почетку желео да дода лопту Хорхеу Валдану, али је и сам био окружен енглеским играчима па је одлучио сам да заврши акцију. Марадона је такође похвалио изузетно коректну игру енглеских дефанзиваца, који се нису усудили да га зауставе грубим стартом: према Марадони, у утакмици против било које друге репрезентације ово би се завршило фаулом. Гари Линекер, који је постигао једини гол за Енглеску, изјавио је да може само да аплаудира свом противнику због овог чудесног гола.
Године 2002. овај гол је изабран за најбољи у историји фудбала према резултатима гласања на веб сајту ФИФА, које се одржало пре Светског првенства у Јапану и Јужној Кореји.
- Марадона постиже други гол.
- Славље Марадоне после другог гола, названог „Гол века”

## Крај утакмице
Пред крај меча, енглески селектор Боби Робсон направио је двоструку измену у постави: ушли су нападачи Џон Барнс и Крис Водл. Ова промена помогла је Енглезима да привремено остваре иницијативу на терену, а у 80. минуту Гари Линекер је искористио додавање Барнса и смањио резултатски заостатак, то је био Линекеров шести погодак на турниру. Само минут касније Карлос Тапија је погодио стативу енглеског гола, а у 87. минуту Хулио Олартикоечеа је спречио да се поравна резултат, када се сударио са Линекером у ваздуху. Због судара, игра се одужила неколико минута, али убрзо је судија одсвирао крај утакмице и Аргентинци су победили резултатом 2:1.

## Детаљи утакмице
| Аргентина         | 2–1      | Енглеска    |
| ----------------- | -------- | ----------- |
| Марадона 51’, 55’ | Извештај | Линекер 81’ |

| Аргентина | Енглеска |

| GK             | 18 | Нери Пумпидо        |     |     |
| DF             | 5  | Хосе Луис Браун     |     |     |
| DF             | 9  | Хосе Луис Кучуфо    |     |     |
| DF             | 19 | Оскар Руђери        |     |     |
| MF             | 12 | Ектор Енрике        |     |     |
| MF             | 14 | Рикардо Ђусти       |     |     |
| MF             | 2  | Серђо Батиста       | 60’ |     |
| MF             | 7  | Хорхе Буручага      |     | 75’ |
| MF             | 16 | Хулио Олартикоечеа  |     |     |
| FW             | 10 | Дијего Марадона (к) |     |     |
| FW             | 11 | Хорхе Валдано       |     |     |
| Измене:        |    |                     |     |     |
| GK             | 15 | Луис Ислас          |     |     |
| DF             | 13 | Оскар Гаре          |     |     |
| MF             | 20 | Карлос Тапија       |     | 75’ |
| MF             | 21 | Марсело Тробијани   |     |     |
| FW             | 17 | Педро Паскули       |     |     |
| Селектор:      |    |                     |     |     |
| Карлос Билардо |    |                     |     |     |

| GK          | 1  | Питер Шилтон (к) |    |     |
| DF          | 2  | Гари Стивенс     |    |     |
| DF          | 3  | Кени Сансом      |    |     |
| DF          | 14 | Тери Фенвик      | 9’ |     |
| DF          | 6  | Тери Бучер       |    |     |
| MF          | 4  | Глен Ходл        |    |     |
| MF          | 16 | Питер Рид        |    | 69’ |
| MF          | 17 | Тревор Стивен    |    | 74’ |
| MF          | 18 | Стив Хоџ         |    |     |
| FW          | 10 | Гари Линекер     |    |     |
| FW          | 20 | Питер Бирдсли    |    |     |
| Измене:     |    |                  |    |     |
| GK          | 13 | Крис Вудс        |    |     |
| DF          | 15 | Г. А. Стивенс    |    |     |
| MF          | 8  | Реј Вилкинс      |    |     |
| FW          | 11 | Крис Водл        |    | 69’ |
| FW          | 19 | Џон Барнс        |    | 74’ |
| Селектор:   |    |                  |    |     |
| Боби Робсон |    |                  |    |     |

| Судије на мечу - Помоћне судије: - Берни Улоа Морера (Костарика) - Богдан Дочев (Бугарска) |

## После утакмице
Енглески фудбалер Стив Хоџ је после утакмице заменио дрес са Марадоном; Хоџу су касније нудили огроман новац за дрес, није га продао, већ га задржао у свом власништву и предао Националном фудбалском музеју у Манчестеру где се данас чува. Утакмица је увелико подигла ривалство између две екипе на још виши ниво. У Аргентини се на победу гледало као на освету за Фокландски рат и за оно што још увек виде као нефер игру на Светском првенству 1966. Бивши аргентински репрезентативац Роберто Перфумо изјавио је поводом ове утакмице да је „победа у тој утакмици против Енглеске била довољна. Освајање Светског првенства за нас је било споредно. Победа над Енглеском била нам је стварни циљ”.
Светска штампа је била фокусирана на први гол који је био нерегуларан, али су медији одали признање Марадони за други гол. Иако се први погодак показао врло контроверзним у Енглеској и сматрали су је прљавом преваром, други погодак Марадоне је ипак препознат у целом свету због генијалности којом је изведен. Значајан пример енглеског уважавања Марадоне, догодио се у анкети коју је 2002. године спровео Канал 4, где је британска јавност изгласала Марадонин наступ на шесто место листе 100 највећих спортских тренутака. Испред стадиона Астека постављена је статуа Марадоне у знак сећања на тај тренутак.
Две екипе су се од тада састале два пута у мечевима Светског првенства. Аргентина је победила у мечу осмине финала после бољег извођења једанаестераца на Светском првенству 1998. године. На Светском првенству 2002, тимови су се састали у групној фази, а меч, који је почео у 12.30 по британском времену, описан је као „најдужа пауза за ручак у историји” пошто су милиони у Енглеској зауставили своје послове и активности гледајући утакмицу на ТВ-у. Енглеска је победила резултатом 1:0, након што је Дејвид Бекам дао гол из пенала.
Марадона је дошао у Тунис 2015. године, посетио је судију Алија Насера у његовој кући, том приликом му је поклонио дрес са потписом „За Алија, мог вечног пријатеља”.